# Klinische Sozialarbeit
Klinische Sozialarbeit ist ein Teilgebiet der Sozialen Arbeit. Klinische Sozialarbeit sieht sich als Fachsozialarbeit neben der Erwachsenenbildung, der Gesundheitsförderung und den klassischen Gebieten der Sozialen Einzelfallhilfe.
Nach dem Aufruf Klinische Sozialarbeit braucht ein Profil von Wolf Rainer Wendt 1995 wurde das Gebiet von Helmut Pauls und Harald Ansen zwischen 2001 und 2004 als Gebiet theoretisch und für die soziale Praxis erschlossen.

## Definition
Als Fachsozialarbeit ist die Klinische Sozialarbeit spezialisiert auf
- direkte Arbeit mit Klienten und deren spezifischer Lebenslage
- Bearbeitung von schwierigen sozialen, bio-sozialen und Psychische Störung und Problemen
- Sozialarbeiterische Behandlungen bei psychischen, somatischen, akuten und chronifizierten Erkrankungen mit bedeutsamen sozialen Implikationen
- Gesundheitsarbeit mit intensiver Einbeziehung des sozialen Kontextes.
- zu dem Arbeitet Klinische Sozialarbeit mit Menschen die besonders vulnerabel und gefährdet sind sowie komplexe biopsychosoziale Belastungssituationen erleben, d. h. unter gravierenden, chronischen psychischen Störungen und/oder schweren körperlichen Erkrankungen leiden und/oder Behinderungen erleben (oder davon bedroht sind) und dadurch eingeschränkte Zugangs-/Teilhabechancen an der Gesundheitsversorgung und/oder dem gesellschaftlichen Leben erfahren.[3]

Der Fachverband European Centre for Clinical Social Work (ECCSW) definiert Klinische Sozialarbeit „als eine in unterschiedlichen Feldern des Gesundheits- und Sozialwesens beratende, therapeutisch behandelnde und (präventiv) gesundheitsfördernde Fachsozialarbeit“.

### Klientel
Klientel der Klinischen Sozialarbeit sind etwa
- Menschen mit schweren (chronischen) psychischen Erkrankungen
- Menschen mit missbräuchlichem Alkohol- und Drogenkonsum sowie Menschen mit Alkohol- und Drogenabhängigkeit
- Menschen mit schweren chronischen körperlichen Erkrankungen und Behinderungen
- Menschen mit familiären Problemen
- Menschen mit entwicklungs- und sozialbedingten Krisen, Menschen in Verlustkrisen
- Gewaltopfer und Gewalttätige sowie dissoziale und straffällige Menschen[5][6]

### Arbeitsfelder
Klinische Sozialarbeit arbeitet in verschiedenen Arbeitsfeldern, etwa:
- Kinder und Jugendhilfe, Familienhilfe
- Suchthilfe
- Resozialisierung und Forensik
- Betreute Wohnformen
- psychiatrische Kliniken
- Geriatrie und Altenhilfe
- Gemeindepsychiatrie (ambulante, teilstationäre Einrichtungen)
- Einrichtungen für Menschen mit Behinderungen

### Fundierung
Auf der Basis grundlegender Ziele der Sozialen Arbeit – des Verhinderns, Linderns oder Lösens sozialer Probleme von Individuen in sozialen Systemen – geht es um eine sozialpathologische Expertise biopsychischer und biopsychosomatischer Störungsbilder und einer sozialarbeitswissenschaftsgestützten Intervention im Rahmen von Beratung, Behandlung und Prävention. Diese Fachsozialarbeit wird als „Klinische Sozialarbeit“ bezeichnet, unabhängig davon, ob die sozialklinische Tätigkeit in Praxen, ambulanten Beratungsstellen, in Tageseinrichtungen, oder in Kliniken und Langzeiteinrichtungen stationär erfolgt. Klinische Sozialarbeit bringt damit im klinischen Rahmen interdisziplinär besetzter Behandlungsteams und Institutionen ihren eigenen fachlichen Blickwinkel der Problemgenese und -bearbeitung ein.

## Abgrenzung zu Kliniksozialdienst
Die klinische Sozialarbeit ist von der Sozialarbeit im Krankenhaus (Kliniksozialdienst) zu unterscheiden. Die im Deutschen naheliegende Assoziation mit dem Krankenhaus entspricht nicht dem üblichen Gebrauch des Begriffes in der Wissenschaft und der Heilkunde. Insbesondere im angelsächsischen und angloamerikanischen Sprachgebrauch steht der Begriff (clinical) in direktem Bezug zur beratenden oder therapeutischen Behandlung von Personen (direct practice), unabhängig davon, ob sie nun bettlägerig sind und in einem Krankenhaus behandelt werden oder ambulante Hilfen erhalten (so ist die Child Guidance Clinic eine Erziehungsberatungsstelle, eine Law Clinic eine Rechtsberatungsstelle).

## Interventionswissen
Grundlegend für das Interventionswissen klinischer Sozialarbeit ist das sozialarbeitswissenschaftliche Erklärungswissen für die Entwicklung biopsychischer und biopsychosomatischer Störungsbilder. Dabei geht es um den Zusammenhang zwischen sozialen Problemen, wie dauerhaft unbefriedigten biopsychosozialen Bedürfnissen von Individuen (als Inkonsistenzspannungen nach Grawe (2004)) und ihren biopsychopathologischen Auswirkungen auf den Menschen. Insofern geht es zunächst darum, diejenigen sozialen Interaktionsverhältnisse (als Austausch- und Machtbeziehungen) des erkrankten Individuums herauszufinden, die mit einer dauerhaften Verhinderung von Bedürfnisbefriedigung verbunden sind und die mit zum Störungsbild beigetragen haben. In der Behandlung spielt dabei der Aufbau neuer sozialer Netzwerke, in denen der Klient möglichst eine umfassende Bedürfnisbefriedigung erleben kann, eine wesentliche Bedeutung.
Die Handlungsmethoden klinischer Sozialarbeit sind durch Interventionen gekennzeichnet, die den Menschen in seiner Einbettung in den sozialen Kontext ansprechen. Sozialberatung, psychosoziale Beratung, Sozialtherapie (bzw. Soziotherapie), Förderung sozialer Unterstützung im Rahmen sozialer Netzwerkarbeit, Case Management. In der Forschung steht im Zentrum der Zusammenhang zwischen Person und Umwelt. Wichtige Themen sind: Soziogenese von Störungen; psycho-soziale Diagnostik; Soziale Diagnosen; sozialarbeiterische Beratung und Therapie; soziale Bewältigung von Störungen; Bedeutung des sozialen Netzwerkes; soziale und psychosoziale Intervention.

## Verbreitung
Im Jahre 2001 hat sich in Deutschland neben einschlägigen Masterstudiengängen an der Hochschule Coburg und später der Alice-Salomon-Hochschule Berlin sowie der Katholischen Hochschule Berlin die „Zentralstelle für Klinische Sozialarbeit (ZKS)“ etabliert, die sich der professionsspezifischen Förderung dieser Fachsozialarbeit widmet. Mit der rasanten Entwicklung der klinischen Sozialarbeit in den letzten Jahren in Europa hat sich zudem mit Unterstützung der ZKS ein eigenständiger Fachverband, das European Centre for Clinical Social Work (ECCSW) entwickelt. Das ECCSW stellt das europäische Pendant zur US-amerikanischen Clinical Social Work Federation (CSWF) dar und vergibt zusammen mit der ZKS das Zertifikat „Fachsozialarbeiter/in für Klinische Sozialarbeit“, welches strengen Qualitätsrichtlinien unterliegt. Das ECCSW kooperiert mit in- und ausländischen Hochschulen um die Praxis, Wissenschaft und Forschung zur klinischen Sozialarbeit bündeln und fördern. Weitere Verbreitung in der akademischen Lehre hat die klinische Sozialarbeit, außer an den bereits erwähnten Hochschulen, auch an den Hochschulen in Aachen, Koblenz, München, Wien sowie der schweizerischen FHNW gefunden, wo jeweils akkreditierte Masterstudiengänge entstanden sind.

## Theorien der Klinischen Sozialarbeit
Zentrale Theorien der Klinischen Sozialarbeit sind etwa
- Bio-psycho-soziales Modell[3][13][14]
- Soziale Unterstützung[3]
- Person in Environment[3][15][16]
- Bifokaler Zugang[3]
- Salutogenese[3]
- Empowerment[3]